# Nacer Abdellah
Nacer Abdellah (ur. 3 marca 1966 w Sidi Slimane) – marokański piłkarz grający na pozycji obrońcy.

## Kariera klubowa
Nacer Abdellah zawodową karierę piłkarską rozpoczął w 1983 roku w belgijskim klubie KV Mechelen. W lidze belgijskiej zadebiutował w sezonie 1985–1986 i na tylko jednym spotkaniu zakończyła się jego przygoda z Mechelen. W sezonie 1986–1987 przeszedł do KSV Bornem. W latach 1987–1990 grał w drugoligowym Lommel SK. Dobra gra, zwłaszcza 15 bramek dla Lommel zaowocowały transferem do pierwszoligowego Cercle Brugge. W klubie z Brugii grał przez trzy lata.
W sezonie 1993–1994 grał w KSV Waregem, skąd przeszedł do hiszpańskiego drugoligowca CD Ourense. Z Hiszpanii przeniósł się do Holandii do drugoligowego FC Den Bosch. W latach 1997–1999 występował w Telstar. Na przełomie 1999 i 2000 powrócił do Maroka do klubu Kawkab Marrakech, w którym grał do 2003 roku. Ostatni sezon (2003–2004) spędził w KV Mechelen, który wówczas występował w belgijskiej drugiej lidze.

## Kariera reprezentacyjna
W reprezentacji Maroka grał w latach dziewięćdziesiątych. 
W 1994 roku uczestniczył w Mistrzostwach Świata 1994.
Na Mundialu w USA Nacer Abdellah wystąpił w meczach z reprezentacją Belgii i reprezentacją Arabii Saudyjskiej.
W reprezentacji Maroka rozegrał łącznie 24 spotkania.